# 隐结螈属
隐结螈（学名：Aphaneramma）是一属已灭绝的海生离片椎类两栖动物，生存于早三叠世。化石发现于巴基斯坦的缅瓦利组（Mianwali Formation），俄罗斯的Zhitkov Formation组，挪威斯瓦尔巴的Kongressfjellet Formation组，与马达加斯加 。
其头骨约长40厘米，十分细长，接近现代食鱼鳄，牙齿细小，这表明他们可能主要以鱼类为食，该属及其近亲被推测为海生

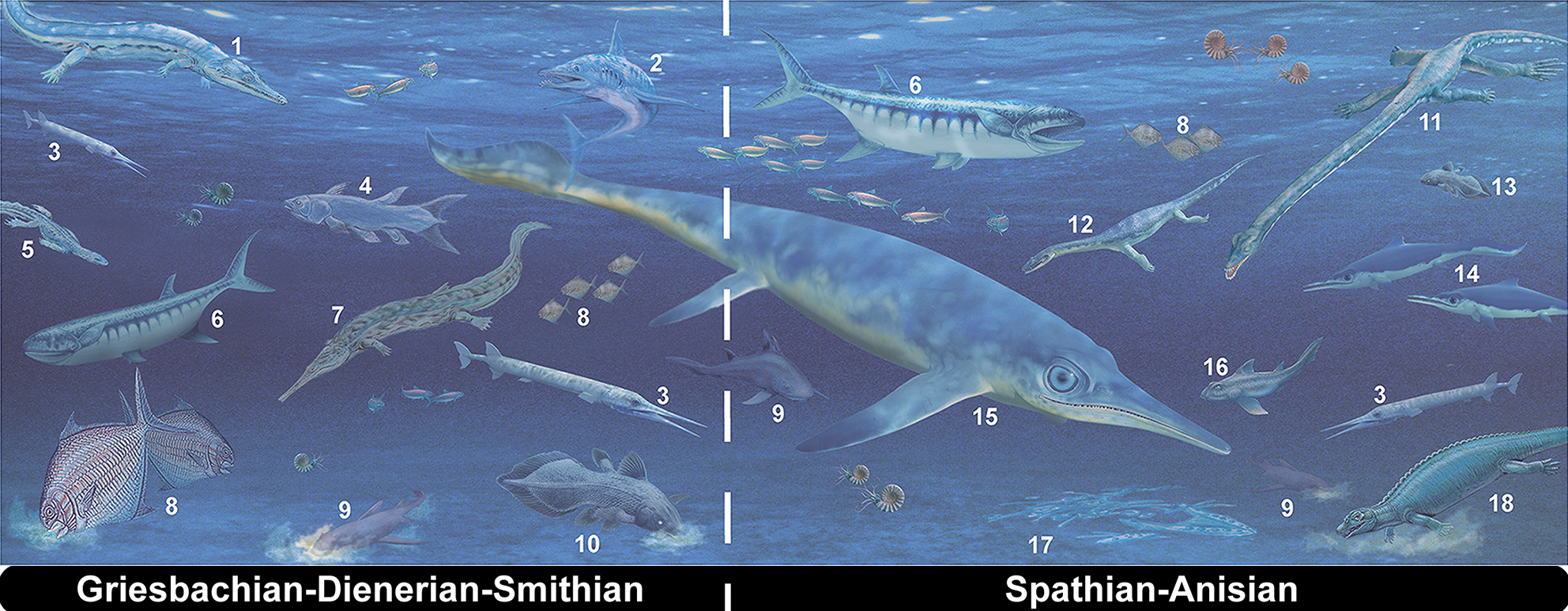
早三叠世至安尼期掠食者: 七号为隐结螈